# Distretto di Lunglei
Il distretto di Lunglei è un distretto del Mizoram, in India, di 137 155 abitanti. Il capoluogo è Lunglei.